# Adelin Benoît

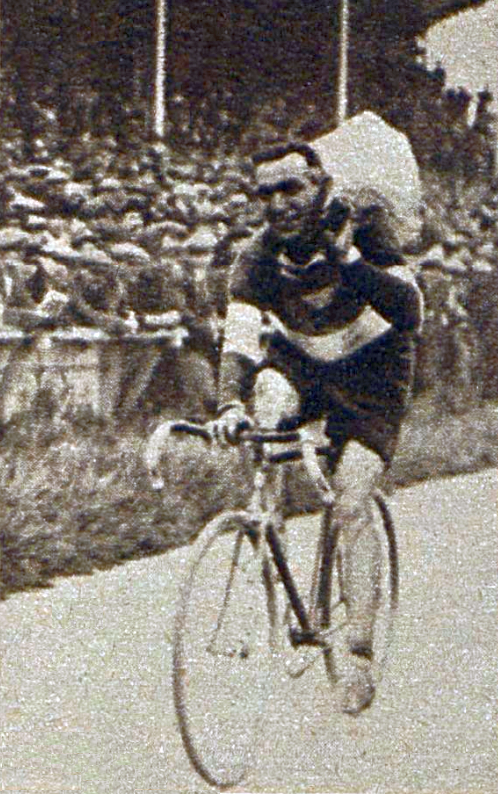
Adelin Benoît (1926)

Adelin Benoît (* 12. Mai 1900 in Châtelet; † 18. Juni 1954 ebenda)  war ein belgischer Radrennfahrer und nationaler Meister im Radsport.

## Sportliche Laufbahn
Benoît war dreimal am Start der Tour de France. 1925 gewann er die 8. Etappe und trug fünf Tage lang das Gelbe Trikot. 1926 siegte er auf der 5. Etappe. 1927 gewann er zwei Etappen und wurde beim Sieg von Nicolas Frantz Fünfter.
1926 gewann er das Langstreckenrennen Bordeaux-Paris, ein Jahr später wurde er Zweiter hinter Georges Ronsse. 1920 war er in Luxemburg beim Grand-Prix François Faber erfolgreich. 1923 hatte er einen nationalen Meisterschaftstitel gewonnen, als er das Championat der Unabhängigen für sich entscheiden konnte.